# ちょい乗り100円バス
市街地循環線『ちょい乗り100円バス』（しがいちじゅんかんせん　ちょいのりひゃくえんバス）は、山口県周南市のコミュニティバス。
徳山駅を起点に、周南市文化会館、周南市徳山動物園、周南市美術博物館などを循環運行している。運行は防長交通に委託されている。

## 概要

### 実証運行の背景・目的など[1]
徳山駅前賑わい交流施設のオープンや徳山動物園のリニューアルに伴い、周南市への来訪者や両施設への来場者は増加すると予想されるが、両施設は約1.8km（徒歩約23分）離れており、自転車や徒歩での移動には負担を感じる距離である。また、徳山駅発の路線バスのうち、「動物園文化会館入口」バス停を通過するものは17.5分に1本あり、決して利便性が悪いわけではないが、春休みやゴールデンウィーク期間、動物園の夜間開園時は、臨時駐車場も満車になるなど、マイカーでの来訪者が多い状況にある。
賑わい交流施設や動物園等で創出される個々の賑わいをその周辺だけで終わらせないため、施設間のアクセス性を向上させることにより、来場者が回遊するキッカケを創出する。
徳山駅周辺や動物園周辺の駐車場不足の解消を図るため、マイカーの分散乗車とそれを循環バスで繋ぐ、「周南市版市街地パーク・アンド・ライド」の効果を検証。

### 実証運行
- 以下の内容で実施された。
  - 実証期間　　2018年（平成30年）2月3日 - 同年9月30日　※実証運行の前に、試乗運行が行われた[注釈 2][2]。
  - 運行事業者　防長交通株式会社
  - 運行形態　　一般乗合旅客自動車運送事業（路線定期運行）
  - 運行車両　　小型バス2台（定員36名:12人掛け）スロープ・リフト付き
  - 運賃　　　　大人:1日フリー乗車券 100円　小児（小学生以下）:無賃
  - 運行時間　　2月3日～6月30日:9時～16時台、7月1日～9月30日:13時～20時台　15分間隔32本

実証運行では240日の運行期間で、54,408人が利用した。平日・土休日共に13時-14時台の利用が最も多く、20時-21時台の利用が最も少なかった。
詳細の利用状況は、実証運行の状況（周南市ホームページ）を参照されたい。

## 沿革
- 2018年（平成30年）
  - 2月3日 - 実証運行を開始。
  - 7月1日 - 運行時間を変更。図書館前バス停を新設[3]。
  - 9月30日 - 実証運行を終了[4]。
  - 12月22日 - 本格運行を開始[5]。
- 2019年（令和元年）
  - 7月20日 - 運賃の支払に、電子決済サービス「PayPay」の決済に対応[6]。
- 2020年（令和2年）
  - 3月31日 - 「PayPay」の決済を終了[7]。
  - 4月1日 - 平日の運行を廃止、土日祝日のみ運行へ変更。平日はその代替として防長交通の徳山～北山線を増発して運行[注釈 4]。[8][9]。

- 2024年（令和6年）
  - 2月23日 - 運賃の支払に、交通系ICカード「ICOCA」が導入された[10]。

## 運転区間
徳山駅前 → 市役所前 → 動物園文化会館入口 → [動物園北口前] → 動物園文化会館入口 → 美術博物館前 → 県総合庁舎西 → 市役所前 → 徳山駅前（降車場）
※火曜日（動物園休園日）及び 17時「徳山駅前」バス停発の便以降は、動物園北口前を経由せず、「動物園文化会館入口」バス停で折り返し運行。但し、動物園夜間開園日を除く

## 運賃
全区間1乗車につき100円（小学生以下は無料。障がい者割引等は無し。）で、降車時に現金で支払う。山口県共通バスカードや交通系ICカード等は使用不可だったが、2024年2月23日からICOCAが使用できるようになった。